# 新亚谢涅沃站
新亞先涅沃站（羅馬化：Novoyasenevskaya）是莫斯科地鐵的一個車站，舊名森林公園站（Би́тцевский парк），位於莫斯科西南部。新亞先涅沃站是卡盧加－里加線的南端起點車站。2009年，新亞先涅沃站改為現名。